# Labyrinth (brädspel)
Labyrinth (på engelska Amazing Labyrinth, ibland i gestalttext som THE aMAZEing LABYRINTH) är ett brädspel för 2-4 spelare från 1986, konstruerat av Max Kobbert och utgivet av Ravensburger.
Spelbrädet utgörs av ett antal utspridda fasta brickor och flera korsande linjer av lösa brickor som således kan puttas. Tillsammans bygger dessa brickor upp en labyrint. En bricka är hela tiden lös från brädet och spelarna turas om att putta in denna bricka på en rad, så att brickor förskjuts ett steg och brickan längst bort puttas av spelbrädet, och flyttar sedan sin spelpjäs utan att gå genom någon vägg i labyrinten.
Spelarna tävlar om att först hitta sina skatter i labyrinten som de i början av spelet har fått angivna via utdelade kort. Den som hittar sina skatter och tar sig tillbaka till sin startposition först vinner spelet.